# 臂泰雄
臂 泰雄（ひじ やすお、1952年（昭和27年）12月11日 - ）は、日本の政治家。群馬県伊勢崎市長（2期）。過去には、群馬県議会議員（3期）、伊勢崎市議会議員（2期）などを務めた。

## 来歴
群馬県伊勢崎市生まれ。伊勢崎市立北小学校、伊勢崎市立北中学校（現：伊勢崎市立第三中学校）、群馬県立前橋高等学校、筑波大学第一学群自然学類卒業。
2020年10月23日、翌年実施予定の伊勢崎市長選挙（1月10日告示・同月17日投開票）に出馬する意向を正式に表明した。同月29日に県議会本会議で臂の辞職願が許可され県議を辞職。
2021年1月17日に行われた伊勢崎市長選挙に立候補し、元市議の栗原真耶、学習塾経営の新人ら2候補を破り初当選した。投票率は過去最低の30.35％だった。1月23日、市長就任。
2025年1月12日に伊勢崎市長選挙が告示されたが臂のほかに立候補の届け出はなく、臂が無投票で再選を決めた。